# Prodidomus redikorzevi
Prodidomus redikorzevi là một loài nhện trong họ Gnaphosidae.
Loài này thuộc chi Prodidomus. Prodidomus redikorzevi được miêu tả năm 1940 bởi Spassky.